# Fazisi
Fazisi – regatowy jacht, slup aluminiowy. Właścicielem i armatorem jednostki jest Polish Yachting Association of North America.

## Historia i rejsy
Zbudowany w 1989 roku według projektu Władimira Murnikowa w Związku Radzieckim do regat wokółziemskich Whitbread Round The World Race 1989/90 (obecnie Volvo Ocean Race). W 1989 r. wpisany do Księgi rekordów Guinnessa za najszybszy rejs dobowy (400 Mm). W 2007 r. uczestniczył w Operacji Żagiel i w finale w Szczecinie, zacumował także w portach Trzebież i Świnoujście.
W roku 2008 Polska Fundacja Morska zorganizowała we współpracy z PYANA, wyprawę "Ameryka, 400 lat później" ze Świnoujścia do Nowego Jorku i Jamestown dla uczczenia 400-lecia przybycia pierwszych Polaków do Ameryki Północnej.

## Dane

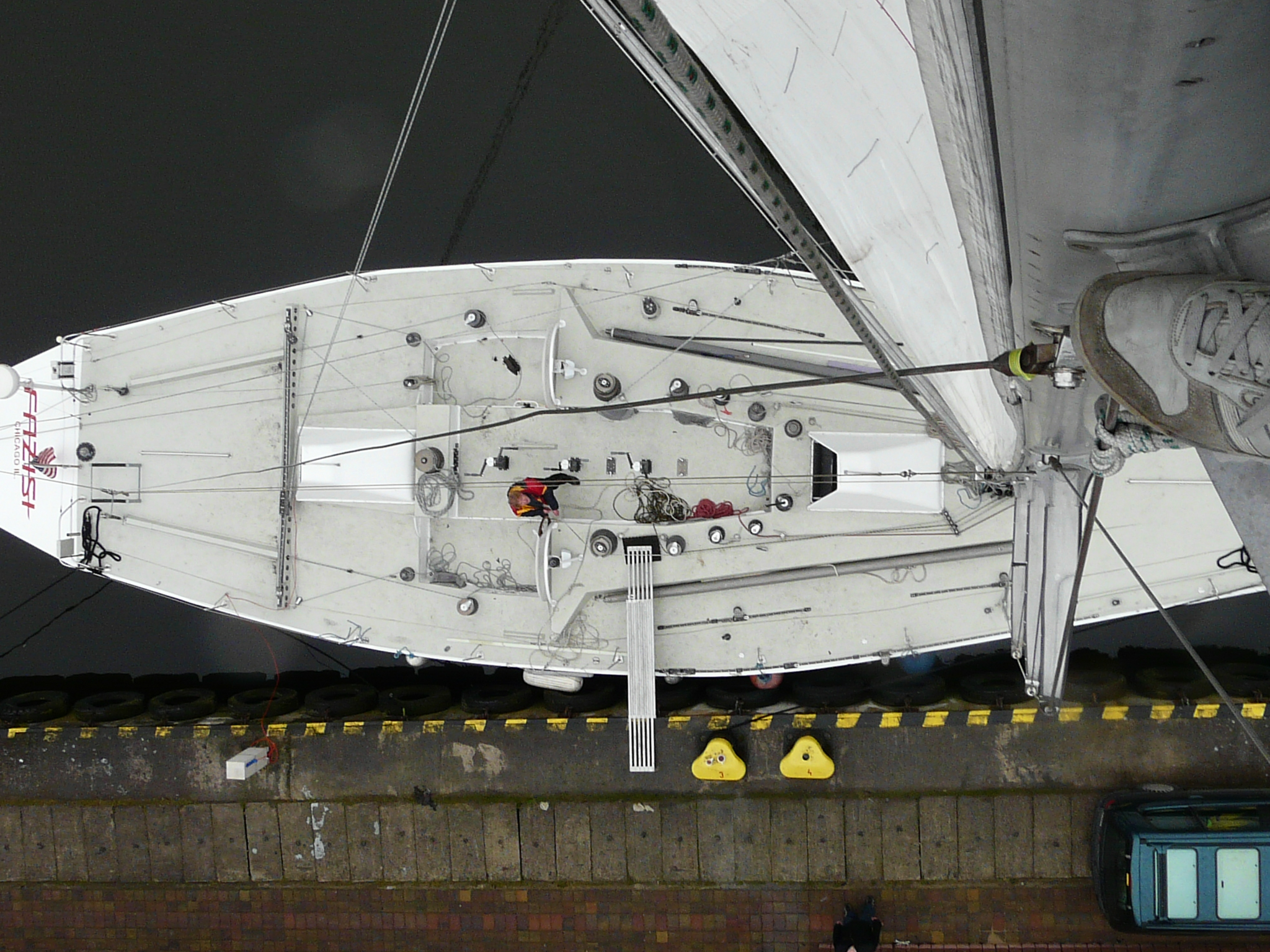
Z masztu Fazisi

- konstruktor: Władimir Murnikow, Gruzja
- rok budowy: 1989
- armator: Polish Yachting Association of North America
- port macierzysty: Chicago, Illinois, USA
- wymiary:
  - długość całkowita – 25 m (83 stopy)
  - szerokość – 6,5 m
  - zanurzenie – 3,65 m
  - wysokość masztów od KLW – 34 m
  - wysokość boczna – 6,11 m
- powierzchnia żagli: 260 m² (max. 1200 m² – spinaker)
- silnik pomocniczy: silniki "Yanmar", 120 KM
- załoga: 24 osób, w tym 4 osób stałej załogi zawodowej
- osiągi: 
  - autonomiczność – 100 dni
  - prędkość maksymalna: pod żaglami – 25 węzłów; na silniku – 9 węzłów